# Liste des gouverneurs du Dakota du Sud
Le gouverneur du Dakota du Sud (en anglais : Governor of South Dakota) est le chef de la branche exécutive du gouvernement de l'État américain du Dakota du Sud.

## Histoire
De 1889 à 1974, les gouverneurs étaient élus pour deux ans renouvelables. Depuis 1974, le mandat est de quatre ans, renouvelable une seule fois.
Le lieutenant-gouverneur est élu sur le même ticket que le gouverneur.

## Liste
| No | Nom                 | Mandat      | Parti | Parti       | Dates de naissance et de décès |
| -- | ------------------- | ----------- | ----- | ----------- | ------------------------------ |
| 1  | Arthur C. Mellette  | 1889-1893   |       | Républicain | 1842-1896                      |
| 2  | Charles H. Sheldon  | 1893-1897   |       | Républicain | 1840-1898                      |
| 3  | Andrew E. Lee       | 1897-1901   |       | Populiste   | 1847-1934                      |
| 4  | Charles N. Herreid  | 1901-1905   |       | Républicain | 1857-1928                      |
| 5  | Samuel H. Elrod     | 1905-1907   |       | Républicain | 1856-1935                      |
| 6  | Coe I. Crawford     | 1907-1909   |       | Républicain | 1858-1944                      |
| 7  | Robert S. Vessey    | 1909-1913   |       | Républicain | 1858-1929                      |
| 8  | Frank M. Byrne      | 1913-1917   |       | Républicain | 1858-1927                      |
| 9  | Peter Norbeck       | 1917-1921   |       | Républicain | 1870-1936                      |
| 10 | William H. McMaster | 1921-1925   |       | Républicain | 1877-1968                      |
| 11 | Carl Gunderson      | 1925-1927   |       | Républicain | 1864-1933                      |
| 12 | William J. Bulow    | 1927-1931   |       | Démocrate   | 1869-1960                      |
| 13 | Warren Green        | 1931-1933   |       | Républicain | 1870-1945                      |
| 14 | Tom Berry           | 1933-1937   |       | Démocrate   | 1879-1951                      |
| 15 | Leslie Jensen       | 1937-1939   |       | Républicain | 1892-1964                      |
| 16 | Harlan J. Bushfield | 1939-1943   |       | Républicain | 1882-1948                      |
| 17 | Merrill Q. Sharpe   | 1943-1947   |       | Républicain | 1883-1962                      |
| 18 | George T. Mickelson | 1947-1951   |       | Républicain | 1903-1965                      |
| 19 | Sigurd Anderson     | 1951-1955   |       | Républicain | 1904-1990                      |
| 20 | Joe Foss            | 1955-1959   |       | Républicain | 1915-2003                      |
| 21 | Ralph Herseth       | 1959-1961   |       | Démocrate   | 1909-1969                      |
| 22 | Archie M. Gubbrud   | 1961-1965   |       | Républicain | 1910-1987                      |
| 23 | Nils Boe            | 1965-1969   |       | Républicain | 1913-1992                      |
| 24 | Frank Farrar        | 1969-1971   |       | Républicain | Né en 1929                     |
| 25 | Richard F. Kneip    | 1971-1978   |       | Démocrate   | 1933-1987                      |
| 26 | Harvey L. Wollman   | 1978-1979   |       | Démocrate   | Né en 1935                     |
| 27 | Bill Janklow        | 1979-1987   |       | Républicain | 1939- 2012                     |
| 28 | George S. Mickelson | 1987-1993   |       | Républicain | 1941-1993                      |
| 29 | Walter Dale Miller  | 1993-1995   |       | Républicain | 1925- 2015                     |
| 30 | Bill Janklow        | 1995-2003   |       | Républicain | 1939- 2012                     |
| 31 | M. Michael Rounds   | 2003-2011   |       | Républicain | Né en 1954                     |
| 32 | Dennis Daugaard     | 2011-2019   |       | Républicain | Né en 1953                     |
| 33 | Kristi Noem         | 2019-2025   |       | Républicain | Née en 1971                    |
| 35 | Larry Rhoden        | Depuis 2025 |       | Républicain | Né en 1959                     |